# Fakulta práva Panevropské vysoké školy
Fakulta práva (právnická fakulta) je délkou své existence první z fakult Panevropské vysoké školy, působí od samého vzniku vysoké školy. V prvním roce existence PEVŠ (2004/2005) byla zároveň její jedinou fakultou a s PEVŠ splývala v jednom organizačním celku. Jako samostatná organizační složka byla Fakulta práva zřízena v souvislosti s akreditací druhého studijního oboru v rámci PEVŠ, což vedlo ke vzniku Fakulty ekonomie a podnikání v červenci 2005.
Právnická fakulta poskytuje komplexní systém vysokoškolského vzdělávání – bakalářské, magisterské i doktorské studium, a to formou denního nebo dálkového studia.

## Historie
- 14. června 2004 – Usnesením vlády Slovenské republiky č. 725/2004 získává státní souhlas působit jako soukromá vysoká škola s názvem Bratislavská vysoká škola práva
- 2005 - Vznik samostatné právnické fakulty - fakulty práva.
- 2010 – Změna názvu na Fakulta práva Panevropské vysoké školy

## Česká republika
Výuka je ale realizována prostřednictvím vzdělávací společnosti UNINOVA, o.p.s. Studenti mají v ČR status studenta a slovenské tituly, které jim budou po absolvování studia uděleny, jsou rovnocenné s tituly získanými na českých vysokých školách, jak vyplývá z dohody mezi vládou České republiky a vládou Slovenské republiky o vzájemném uznávání rovnocennosti dokladů o vzdělání (č. 33/2001 Sb. m. s.).
V České republice existují 3 pobočky:
- Praha
- Brno
- Ostrava

A jsou vyučovány tyto obory:
- Bakalářský studijní program a obor 3.4.1. Právo – standardně trvá 3 roky v denní i externí formě studia, udělován akademický titul Bc.
- Navazující magisterský studijní program a obor 3.4.1. Právo – standardně trvá 2 roky v denní i externí formě studia, udělován akademický titul Mgr. Po ukončení je možno podstoupit rigorózní řízení a získat titul JUDr.
- Doktorský studijní program a obor 3.4.7. Trestní právo – standardně trvá 3 roky, udělován akademický titul PhD.

### Uplatnění v české advokacii
Česká advokátní komora zastává stanovisko, že absolventa (nejen) této právnické fakulty nelze bez dalšího zapsat do seznamu advokátních koncipientů, protože jde o zahraniční vysokou školu, byť působící na území České republiky. Podle advokátní komory „jsou právní řády ostatních států Evropské unie i států mimo Evropskou unii v současné době již natolik odlišné od právního řádu České republiky, že jejich znalost bez dalšího nepostačuje k řádnému výkonu koncipientské praxe v ČR“. Nelze ovšem vyloučit, že si absolventi následně doplní své vzdělání studiem na českých právnických fakultách a bude je možné do daného seznamu zapsat. Každá žádost však má být posuzována individuálně.